# Sósivatag

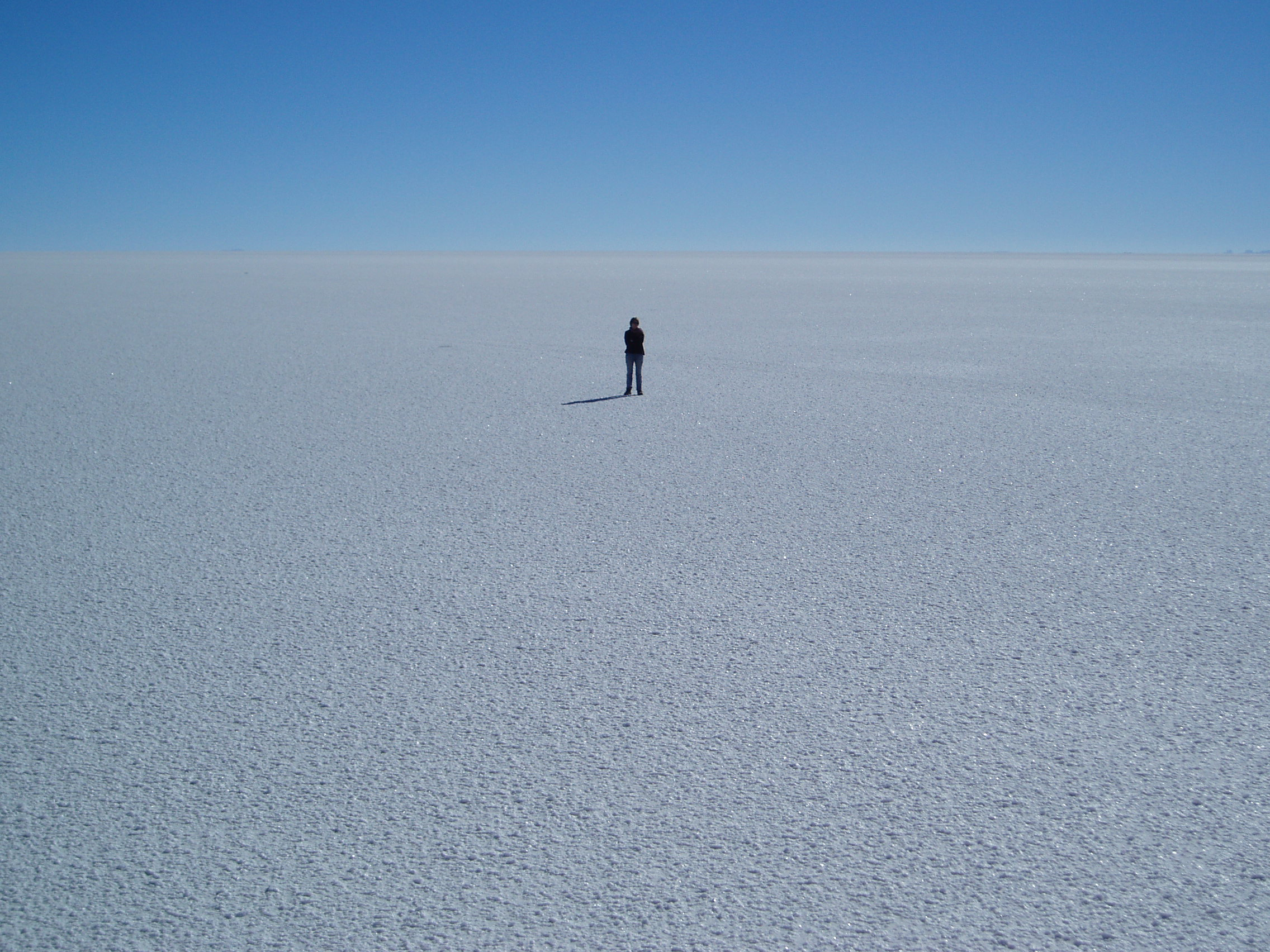
Sósivatag Bolíviában

A sósivatag (angolul salt pan; türkménül takir; arabul khabra, perzsául kevir) a sivatagok egyik gyakori megjelenési formája, ahol a felszínre valamilyen ásványi só, legtöbbször konyhasó rakódik ki. Kizárólag sivatagi, illetve félsivatagi területeken jelenik meg. Sósivatagok leggyakrabban lefolyástalan területek legmélyebb pontjain, zárt medencék kiszáradt tómedreiben jönnek létre. Nem tévesztendő össze az emberek által a világ minden táján létesített sólepárló telepekkel.
A sóval feltöltött medencék ott alakulnak ki, ahol a környező területekről érkező víz megállapodik. A sósivatagok a Föld nem arid régióiban tavakká, mocsarakká alakulnának át. A sósivatag területén megállapodó vizet az erős napsugárzás elpárologtatja, az elpárolgó vízből kicsapódnak a benne oldott sók és ásványi anyagok. A folyamat többszöri ismétlődése során a tómedret teljes egészében feltölti a vízgyűjtő területről beszállított só.
A sós tavak veszélyes képződmények, mivel a sós felszín alatt üregek maradnak hátra, így a föléjük tévedő utazó alatt az üregek beszakadhatnak. A sós tómedreket a második világháború hadvezérei is természetes akadályként tartották számon és felhasználták őket védelmi vonalaik kialakításához.
A sósivatagok környezetében rendszerint agyagsivatagokat találunk. Ennek oka, hogy az elsivatagosodás előtti korban a medencéket víz töltötte ki, e vízben indulhatott meg az agyag keletkezése.

## Előfordulása
A bolíviai Salar de Uyuni a világ legnagyobb kiterjedésű és egyben legmagasabban fekvő felszíni sómezeje.
Az amerikai Death Valley Nemzeti Parkban található Ördög Golfpályája nevű képződmény a legnagyobb az amerikai kontinensen.
Afrikában az Atlasz-hegységtől délre fekvő hatalmas medencéket tölti ki a só.
A Holt-tenger átmeneti területen fekszik a sivatagi és a nem sivatagi éghajlatok között. Ha kiszáradna, akkor a helyén sósivatag keletkezne.

## Fordítás
- Ez a szócikk részben vagy egészben  a   Salztonebene című német Wikipédia-szócikk ezen változatának fordításán alapul.  Az eredeti cikk szerkesztőit annak laptörténete sorolja fel. Ez a jelzés csupán a megfogalmazás eredetét és a szerzői jogokat jelzi, nem szolgál a cikkben szereplő információk forrásmegjelöléseként.
- Ez a szócikk részben vagy egészben  a   Salt pan (geology) című angol Wikipédia-szócikk ezen változatának fordításán alapul.  Az eredeti cikk szerkesztőit annak laptörténete sorolja fel. Ez a jelzés csupán a megfogalmazás eredetét és a szerzői jogokat jelzi, nem szolgál a cikkben szereplő információk forrásmegjelöléseként.